# Darío Xohán Cabana
Darío Xohán Cabana (Roás, Cospeito, província de Lugo, 19 de abril de 1952 – 17 de novembro de 2021) foi um escritor galego. Filho de camponeses pobres, de idéias comunistas, republicanas e independentistas, militou desde 1968 na esquerda nacionalista galega.

## Carreira
Cursou o segundo grau em Lugo; em 1970 marchou para Vigo, onde viveu cinco anos, trabalhando com Xosé María Álvarez Blázquez na Editorial Edicións Castrelos. Além da influência de Xosé María, afirma ter como mestres a Manuel María e Méndez Ferrín.
Casou-se em 1974 e é pai de dois filhos, vivendo atualmente em Romeán, perto de Lugo.
Tem colaborado abundantemente em jornais, e desde 1987 trabalha no jornal La Voz de Galicia.
Durante muitos anos publicou quase exclusivamente poesia. A partir de 1984 dedicou-se à tradução de poetas italianos. Pela de A Divina Comedia foi galardoado com o Prêmio Otero Pedrayo na Galiza e com a Medalha de Ouro do município de Florença (Itália). Ocasionalmente tem traduzido também poemas franceses e catalães A partir de 1989 publicou nomeadamente narrativa, sendo Galván en Saor o seu romance de maior sucesso.

## Obras
- A fraga amurallada (1983)
- Ábrelle a porta ó día
- Amor e tempo liso
- Antoloxía poética
- As aventuras de Breogán Folgueira (1990)
- As viaxes do principe azul (1992)
- Cándido Branco e o Cabaleiro Negro (1992)
- Canta de cerca a morte (1994, Prêmio Martín Códax)
- Cantigas de amor vilao
- Cerco de ferro
- Chirlo merlo na figueira
- Chucho Cacho
- Cinco lendas
- Elexía nunha escuridade mortal
- Fortunato de Trasmundi (1990)
- Galván en Saor (1989, prêmio Xerais)
- Home e terra
- Inés e a cadela sabia
- O libro dos moradores (1990)
- Mitos e memorias
- Morte de rei
- Mortos por que Galicia viva
- Narradio. 56 historias no ar (2003, Vários autores).
- Noticias dunha aldea
- O avión de Cangas (1992)
- O castrón de ouro (1993, prêmio Barco de Vapor)
- O cervo na torre (1994, prêmio Xerais)
- O milagre das estrelas (1993)
- O quiquiriquí e outras narracións
- Os contos da campaña
- Patria do mar
- Recolleita
- Romanceiro da Terra Cha
- Verbas a un irmao
- Vidas senlleiras (1992)
- Vinte cadernos: Poemas 1969-2002
- VIII Fragmentos (1986)
- Xosé María Álvarez Blázquez. Vida e obra
- Xuro que nunca volverei pasar fame: poesía escarlata (2003, vários autores).